# 灰羽蘚
灰羽蘚（学名：Thuidium glaucinum）为羽蘚科羽蘚屬下的一个种。

## 扩展阅读
- 維基物種上的相關：灰羽蘚